# Gale Anne Hurd
Pour les articles homonymes, voir Hurd.
Gale Anne Hurd, née le 25 octobre 1955 à Los Angeles, en Californie, aux États-Unis, est une productrice et scénariste américaine.
Elle participera notamment à la création de la saga cinématographique Terminator, en 1984, et la série à succès The Walking Dead, en 2010.

## Biographie

### Enfance
Gale Anne Hurd est née le 25 octobre 1955 à Los Angeles, en Californie, aux (États-Unis).

### Vie matrimoniale

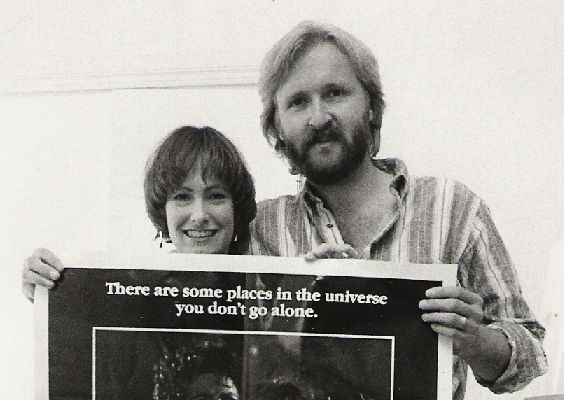
Gale Ann Hurd et James Cameron durant la production de Aliens, le retour en septembre 1986.

En 1985, elle épouse le réalisateur James Cameron, ils divorcent en 1989. Le 20 juillet 1991, elle se marie avec un autre réalisateur, Brian De Palma, duquel elle divorce en 1993. Depuis le 19 juin 1995, elle est mariée au réalisateur Jonathan Hensleigh.

## Filmographie

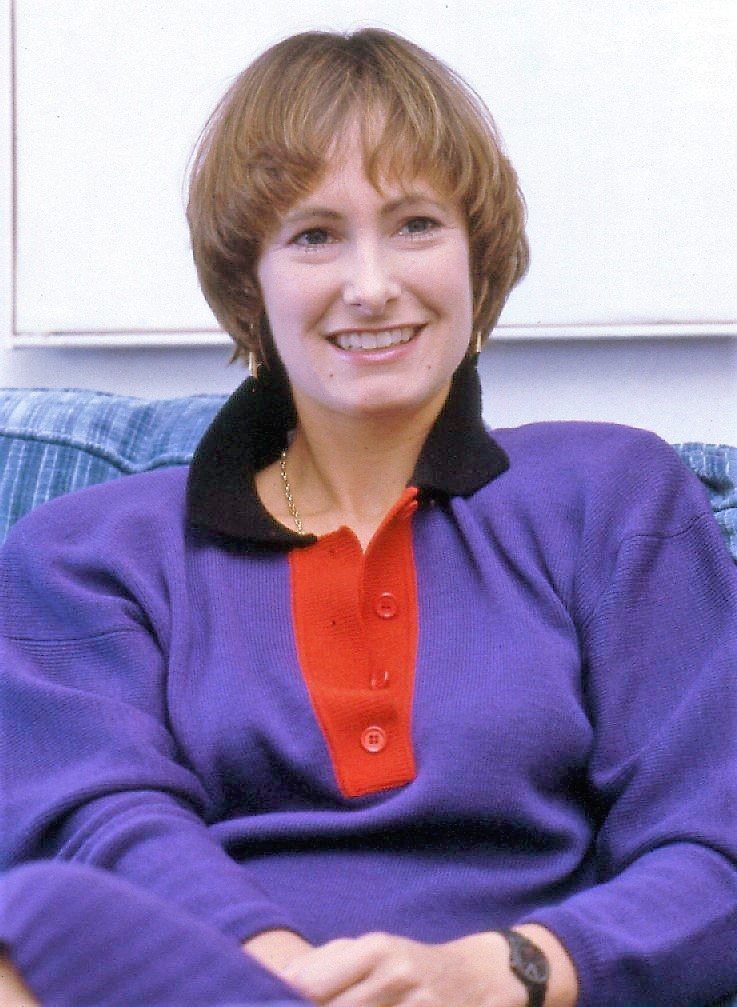
Gale Anne Hurd en 1986 durant la promotion de Aliens, le retour.

Sauf indication contraire, les informations mentionnées dans cette section peuvent être confirmées par la base de données cinématographiques IMDb,  présente dans la section « Liens externes ».

### Cinéma
- 1979 : Le Continent des hommes-poissons (L'Isola degli uomini pesce) sz Sergio Martino (location manager des séquences additionnelles)
- 1980 : Monstres de la mer (Humanoids from the Deep) (assistante de production)
- 1980 : Les Mercenaires de l'espace (Battle Beyond the Stars) de Jimmy T. Murakami (assistante de production)
- 1980 : L'Incroyable Alligator (Alligator) de Lewis Teague (assistante de production, non créditée)
- 1981 : Smokey Bites the Dust de Charles B. Griffith (coproductrice)
- 1984 : Terminator (The Terminator) de James Cameron (productrice et scénariste)
- 1986 : Aliens, le retour (Aliens) de James Cameron (productrice)
- 1988 : Bad Dreams de Andrew Fleming (productrice)
- 1988 : Futur immédiat, Los Angeles 1991 (Alien Nation) de Graham Baker (productrice)
- 1989 : Abyss (The Abyss) de James Cameron (productrice)
- 1990 : Deux flics à Downtown (Downtown) de Richard Benjamin (productrice déléguée)
- 1990 : Tremors de Ron Underwood (productrice déléguée)
- 1991 : Terminator 2 : Le Jugement dernier (Terminator 2: Judgment Day) de James Cameron (productrice déléguée)
- 1992 : The Waterdance de Neal Jimenez et Michael Steinberg (productrice)
- 1992 : L'Esprit de Caïn (Raising Cain) de Brian De Palma (productrice)
- 1994 : Absolom 2022 (No Escape) de Martin Campbell (productrice)
- 1994 : Safe Passage de Robert Allan Ackerman (productrice)
- 1996 : L'Ombre et la Proie (The Ghost and the Darkness) (productrice)
- 1996 : Tremors 2 : Les Dents de la Terre (Tremors 2 : Aftershocks) de S. S. Wilson (consultante déléguée)
- 1997 : Relic (The Relic) de Peter Hyams (productrice)
- 1997 : Le Pic de Dante (Dante's Peak) de Roger Donaldson (productrice)
- 1997 : La Piste du tueur (Switchback) de Jeb Stuart (productrice)
- 1998 : Armageddon de Michael Bay (productrice)
- 1998 : Dead Man on Campus d'Alan Cohn (productrice)
- 1999 : Virus (productrice)
- 1999 : Dick, les coulisses de la présidence (Dick) de Andrew Fleming (productrice)
- 2002 : Top chronos (Clockstoppers) de Jonathan Frakes (productrice)
- 2003 : Hulk de Ang Lee (productrice)
- 2003 : Terminator 3 : Le Soulèvement des machines (Terminator 3: Rise of the Machines) de Jonathan Mostow (productrice déléguée)
- 2004 : The Punisher de Jonathan Hensleigh (productrice)
- 2005 : Æon Flux de Karyn Kusama (productrice)
- 2006 : Room Service de Kevin Castro (productrice)
- 2008 : L'Incroyable Hulk (The Incredible Hulk) de Louis Leterrier (productrice)
- 2008 : Punisher : Zone de guerre (Punisher: War Zone) de Lexi Alexander (productrice)
- 2013 : Very Good Girls de Naomi Foner Gyllenhaal (productrice déléguée)

### Télévision

#### Séries télévisées
- 1989-1990 : Alien Nation (consultante)
- 2002-2003 : Aventure et Associés (Adventure Inc.) (productrice)
- 2010-2022 : The Walking Dead (productrice)
- 2015 : Fear the Walking Dead (productrice)

#### Téléfilms
- 1991 : Détective Philippe Lovecraft (Cast a Deadly Spell) de Martin Campbell (productrice)
- 1994 : Chasseur de sorcières (Witch Hunt) de Paul Schrader (productrice)
- 1995 : Sugartime de John N. Smith (productrice déléguée)
- 2010 : 20 ans d'injustice (The Wronged Man) de Tom McLoughlin (productrice déléguée)
- 2011 : Celui qui reste (The Last Man Standing) de Ernest R. Dickerson (productrice déléguée)